# 1979年ドニプロゼルジーンシク空中衝突事故
1979年ドニプロゼルジーンシク空中衝突事故（英語: 1979 Dniprodzerzhynsk mid-air collision）とは1979年8月11日にウクライナ・ソビエト社会主義共和国のドニプロゼルジーンシク付近で発生したアエロフロートのTu-134A2機による空中衝突事故である。この事故で両機に搭乗していた178人全員が死亡した。

## 航空機
事故を起こした航空機のうち一方はTu-134AK（機体記号:СССР-65735）であり、ドネツィク - ミンスク間の定期旅客便（
ベラルーシUGAの7880便
）として運航されていた。同機は高度8,400m (27,600ft) を飛行しており、乗客77人・乗員7人の計84人が搭乗していた。もう一方の航空機はTu-134A（機体記号:СССР-65816）であり、同社のモルダビアSSR担当部門が運航するチェリャビンスク - ヴォロネジ - キシナウ間の定期旅客便（モルドバPRO GAの7628便）の最後の行程に入っていた。同機は前述の航空機と同じ高度を飛行しており、乗客88人・乗員6人の計94人が搭乗していた。

## 事故の経過

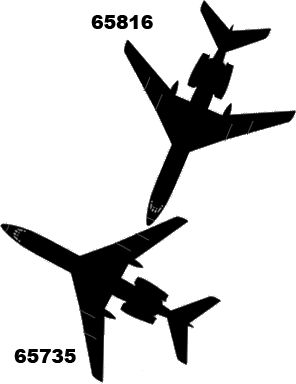
衝突前後の両機の位置

管制官は両機が交差する経路を飛行していることに気づき、ミンスク行きの便に9,000m (30,000ft) へ上昇するよう指示した。その後管制官はよく聞き取れない返答を聞きミンスク行きの便からの承認の返事であると誤解したが、この返答は実はもう一方の航空機からのものであった。両機はドニプロゼルジーンシク（当時はウクライナ・ソビエト社会主義共和国領）付近の高度26,000ft (7,900m) の雲の中で衝突した。СССР-65735（ミンスク行き）の右翼がСССР-65816（キシナウ行き）のコクピットから前部座席までを切り裂いた。ミンスク行きの航空機も尾翼、エンジン、右翼が破損し、パイロットは緊急着陸を試みたものの、急降下（ノーズダイブ）して地面に激突。キシナウ行きの航空機は空中で分解した後、地面に激突し粉砕された。当時のソビエト1部リーグに所属していたFCパフタコール・タシュケントの17人の選手とスタッフを含む両機に搭乗していた全員が死亡した。